# Château de Fukuchiyama
Le château de Fukuchiyama (福知山城, Fukuchiyama-jō) se trouve à Fukuchiyama, préfecture de Kyoto au Japon.

## Histoire
Le château de Fukuchiyama fut construit et dirigé par la famille Yokoyama,. À la suite de la capture de Tanba en 1576, Akechi Mitsuhide reconstruisit le château sur les fondations des anciennes fortifications en 1580. Le château fut cependant détruit, comme beaucoup d'autres châteaux japonais, en 1872 durant la restauration Meiji, pendant la campagne du gouvernement japonais pour moderniser le Japon.

## Aujourd'hui

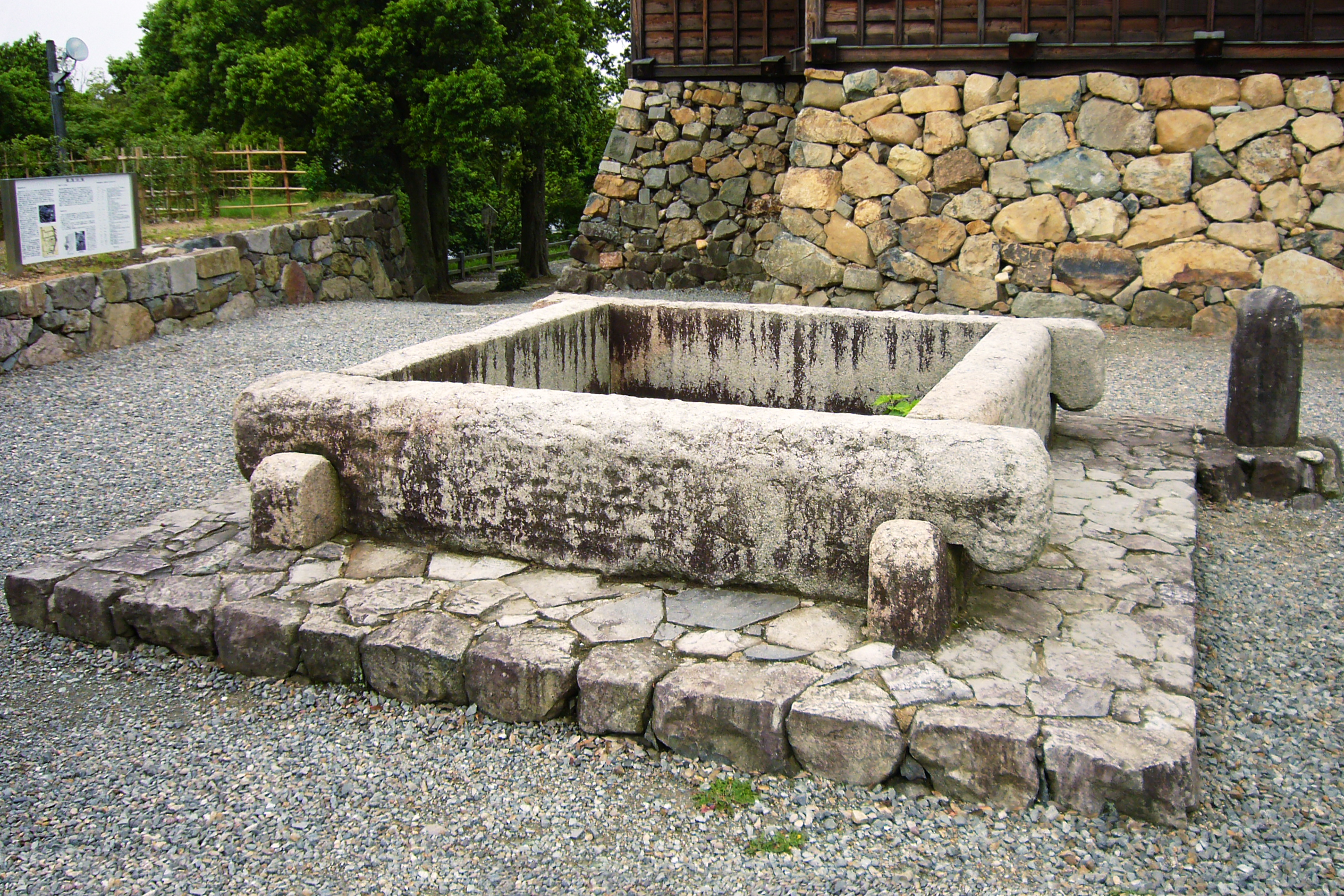
Le puits Toyoiwa-no-I.

En 1986, le tenshu (donjon) du château fut reconstruit à la suite d'une vive campagne des habitants de la ville de Fukuchiyama. Il héberge à présent un musée d'histoire locale. Par ailleurs, un puits nommé Toyoiwa-no-I se trouve dans le château. C'est le puits le plus profond de tous les châteaux du Japon. De nombreux murs de pierres originaux sont également toujours debout.